# 오리오역
오리오역(일본어: 折尾駅)은 일본 후쿠오카현 기타큐슈시 야하타니시구에 있는 규슈 여객철도 가고시마 본선의 철도역이다. 동쪽 입구 앞에 있는 로터리를 사이에 두어 향하는 쪽으로, 예전에는 서일본 철도 기타큐슈 선의 종착역이었다. 본 항목에서는 이것에 대해서도 기술한다.

## 개요
1891년 2월 28일에 규슈 철도에 의해, 또한 같은 해 8월 30일에 지쿠호 흥업 철도에 의해, 양 사의 오리오 역이 각각의 장소에 개업했다. 1895년에 양 철도의 환승 편리성을 개선하기 위해, 현 위치에 2사 공동의 오리오 역이 완성. 1층에 지쿠호 흥업 철도의 역사, 2층에 규슈 철도의 역사와 분리 거주하게 되어, 일본 첫 입체 교차역이 되었다. 1914년 6월 25일에 규슈 전기 철도 (후의 서일본 철도 기타큐슈 선)의 오리오 역이 개업해, 환승객의 증가에 수반해 역사 설비가 협소하게 된 것을 응해서, 오리오 역 현재의 목조 2층 건물의 역사는, 1916년 11월 5일에 완성했다.
오리오 역 주변으로 고가화 (연속 입체 교차)사업이 행할 예정이어서, 현재의 역사는 2010년 가을 이후에 해체되어, 이축되는 방침이 발표되고 있지만, 용지의 문제 등으로부터 지체가 되고 있다.

## 역 구조
가고시마 본선 · 지쿠호 본선(와카마쓰 선)의 발착한 본 역사로, 구로사키역 - 히가시미즈마키 역을 직결하는 후쿠호쿠유타카 선의 단락선 상의 야하타니시구 기타타카미 정에 있는 '다카미구치'가 있어, 양자는 약 150m 떨어져 있다. 다카미구치의 장소에는 원래 역사 · 승강장은 없지만, 일본국유철도 분할 민영화 후의 1988년에 설치되었다. 본 역사와 다카미구치의 사이는 개찰외 연락이 되어, 여러 가지 특례조치가 세워지고 있다.
본 역사는 동쪽 입구 · 서쪽 입구의 2개의 개찰구를 소유, 동쪽 입구는 직영으로 발권 창구를 설치. 서쪽 입구로 다카미구치는 규슈 교통기획으로 업무 위탁해, 서쪽 입구만 발권 창구를 설치하고 있다. 자동 방송 도입역.
동쪽 입구 역사는, 역사의 중앙 부분과 가고시마 본선에 접속하는 쪽이 2층 건물 · 지쿠호 본선의 노가타 쪽이 1층 건물의 좌우 비대칭 구조로 되어 있지만 특색. 1895년 당초의 역사를 베이스로 증축되고 있어서, '메이지와 다이쇼의 모던한 건축 양식을 중첩적으로 미루어 알 수 있는 것'과 귀중성이 제기되고 있었다. 설계자는, 다쓰노 킨고라고도 일컬어지고 있다. 이용객의 증가에 의해 1916년 현 역사의 외형으로 하프 팀버 외벽의 역사가 준공, 1986년 역 앞 재개발과 연동해서 건물의 외형은 그대로 콜로니얼 양식의 외벽으로 수리되었다.
다카미구치의 역사는 오리오 신호 통신구가 있어, 철근 콘크리트 2층 건물이 되고 있다.
가고시마 본선이 고가역, 지쿠호 본선 (와카마쓰 선)과 다카미구치가 지상역의 입체 교차 구조가 되고 있다. 각 승강장과도 메이지 시대에 쌓았던 화강석(1·2번 승강장)이나 붉은 벽돌(3번 승강장)로, 콘크리트가 지층과 같이 겹겹이 쌓여, 높이 쌓기의 역사를 표시하고 있다. 옛 부터인지 큰 확장공사도 행해지고 있기 때문에, 각각의 계단이 좁다. 승강장 상층 등으로 목조 부분이 많이 남아, 4번·5번 승강장 일부의 골조만은 1935년의 수리 때 미국의 카네기나 메리 고 라운드제, 독일의 크루프제의 레일을 사용해서 만들었던 것이 남아지고 있는 등, 역사와 함께 복고풍인 분위기가 보인다.
승강장은 지쿠호 본선 (와카마쓰 선)이 상대식 2면 2선 (1·2번 승강장), 가고시마 본선이 단식 1면 1선 (3번 승강장)과 섬식 1면 2선 (4·5번 승강장), 후쿠호쿠유타카 선 (다카미구치)이 상대식 2면 2선 (6·7번 승강장)이 되고 있다. 1번 승강장 밖에 비전화로, 와카마쓰 선 전용이 되고 있다. 가고시마 본선 승강장으로의 후쿠호쿠유타카 선 · 와카마쓰 선 환승 안내에서는 1번 승강장 발착 열차가 '동쪽 입구 계단 1번', 2번 승강장 발착 열차가 '서쪽 입구 계단 2번', 7번 승강장 발착 열차가 '다카미구치 7번'으로 표시되고 있다.
| 1층        | 1 · 2 | ■ 와카마쓰 선       |      | 와카마쓰 · 노가타 방면          |
| 1층        | 1 · 2 | ■ 후쿠호쿠유타카 선 | 하행 | 노가타 · 신이즈카 · 하카타 방면 |
| 3층        | 3     | ■ 가고시마 본선     | 상행 | 가시이 · 하카타 · 오무타 방면   |
| 3층        | 4     | ■ 가고시마 본선     | 하행 | 가시이 · 하카타 · 오무타 방면   |
| 3층        | 4     | ■ 가고시마 본선     | 상행 | 고쿠라 · 모지코 방면            |
| 3층        | 5     | ■ 가고시마 본선     | 상행 | 구로사키 · 고쿠라 · 모지코 방면 |
| 다카미구치 | 6     | ■ 후쿠호쿠유타카 선 | 상행 | 구로사키 · 고쿠라 · 모지코 방면 |
| 다카미구치 | 7     | ■ 후쿠호쿠유타카 선 | 하행 | 노가타 · 이즈카 · 하카타 방면   |

- 특급 열차 등을 포함했던 전원 여객 열차가 정차한다
- 엘리베이터는 1·3번 승강장 사이만, 6번 승강장에는 슬로프가 설치되어 있다.
- 화장실은 1·2번 승강장 및 동쪽 입구 개찰 외에 설치되고 있다.
- 키오스크는 3번 승강장으로 설치되고 있다. 예전에는 동쪽 입구 역사 내에도 있지만, 역사 내의 바로 옆에 AM\PM(현 훼미리마트)이 설치되어 이용자가 감소했던 일부터 철거되었다.
- 2번 승강장과 3번 승강장과의 사이의 계단 부근 통로로, 미니 편의점이 있다.
- 동축간에 의한 에키벤 판매점이, 미니 편의점의 통로를 끼었던 반대쪽과 동쪽 개찰 외에 있다. 전자는 통로에 테이블을 나오던 정도의 간이 형식이지만, 동쪽 입구 역사 내의 것과 키오스크 형식의 점포이며, 이쪽이 에키벤의 취급 종류가 많다.

## 고가화 사업
오리오 역 주변의 통합적 재개발(오리오 지구 통합 정비 사업은 3개 사업을 일체적으로 실시)에 수반해, 오리오 역 주변 연속 입체 교차 사업으로서 가고시마 본선(진노하루 ~ 미즈마키 역 간)과 지쿠호 본선(혼조 ~ 히가시미즈마키 역 간 및 단락선을 포함)의 연장 약 4.5 km(지쿠호 본선 = 약 2.4 km, 가고시마 본선 = 약 2.1 km)를 고가화하는 사업이 진행되고 있다. 구체적으로는, 현재의 가고시마 선의 선로 위치를 축으로 해서 지쿠호 본선을 이설하여, 고가 완성 후는 역부에 3개 선이 동일 전체로 4면 7선의 승강장이 집약될 예정이다. 2020년 3월까지는 완성 예정이어서, 총 공사비는 약 350억엔을 벌어들일 계획이다.
이 계획에 수반해, 현재의 르네상스 양식 역 서점, 벽돌로 쌓아진 통로는 파괴할 예정이 되고 있다. JR은 자사로의 보존으로는 소극적이지만, 시가 모지코역과 같이 완전 복원을 한다면 원조하고 싶다는 의향을 가지고 있다. 역 서점에 대해서는, 학식 경험자가 '목조 역사의 우아한 모습은(나라 중요 문화재의)모지코 역과 필적한 심볼. 오리오의 산업사를 이야기할 뿐만 아니라, 지역의 경관에 동화되는 공유재산으로 말해서는 극히 가치가 높다'라고 말해, 오리오 역사 보존과 활용책의 요망서를 기타큐슈시에 제출. 전국적으로 오리오 역사의 보존 활용을 바라는 목소리가 높아져, 서명 활동이나 심포지움 등이 실시되었다.
이것을 받아, 2008년 6월 27일, 오리오 지구 자치구회 연합회 · 협동조합 오리오 상연 등에 의해 설치되었던 '오리오 미래 21 협의회'가 '오리오 도시 만들기 비전'을 기타큐슈시에 제출. '도시 만들기 비전 · 역사적 건조물의 보존과 활용에 관한 제언'으로서, 현재의 오리오 역사는, 문화의 보존을 주 목적으로 하는 지역의 사람들이 활용할 수 있는 '살아있는 시설'로서 보전하는 일을 우선하는 일을 요구, 역사적 건조물을 활용했던 도시를 가리키고 있다. 2009년 6월 30일에는, 기타큐슈 시와 '오리오 미래 21 협의회'가 '오리오 역사 보전 · 활용 기본 방침'으로서, 현 역사를 '남쪽 입구 역 앞 광장 부근' 또는 '호리 강 가의 역사공원'으로 이축하는 2안을 요구했다. 복사로의 개축은 2018년 이후로 하고 있어, 지역의 심볼로서 보전하기 위해, 지역 주민이 스스로 건물의 유지 관리부터 운영까지를 행해, 역사 보전에 필요로 하는, 설비비(부지 취득비, 건물 보전비)는 주민이 널리 주민이나 기업으로 기부금을 모으는 반면에, 관리 · 운영비에 대해서도 원칙, 자주 재원으로 조달하고 있다. 다만 현황으로는, 임시 개찰구 설치의 전제로 하는 잠정 북쪽 입구 역 앞 광장 용지의 매수가 진행되고 있지 않다.
2010년 9월, 동쪽 입구 역 앞 광장의 역사 인접의 화장실 위치에도 임시 개찰구를 설치하는 일이 결정되었던 일부터, 주민단체 '역사유산 "기타큐슈 시 레트로"를 만드는 모임'이 2010년 11월 24일, 역사 중앙부를 예가 방식으로 이동해, 임시 개찰구로서 활용 상, 역사를 보존 활용할 수 있는 요망을 내고 있다. 이것에 대해서 시는 '이동되는 역사 스페이스'가 확보할 만한 문제. 예가 방식으로 역사가 견딜만한 조사도 필요하다'고 말하고 있다. 이 요망에 대해, 시 의회에서는 건축 소방 위원회의 폐회중 심사를 행했다. 시 의회에는 다른 단체부터로도 보존을 요구하는 진정이 나오고 있어, 계속 심사가 되고 있다.
2011년 12월부터 고가화의 공사로 향해, 현재의 서쪽 입구부터 남쪽으로 15m 정도의 장소로 임시 역사를 만드는 공사가 행해지고 있다. (2012년 3월 완성 예정) 임시 역사가 완성 경과, 현재의 서쪽 입구 역사를 해체해 본격적인 고가화 공사가 개시된다고 한다.

## 서일본 철도기타큐슈 선 오리오 역
본 역사의 남향에 서일본 철도 기타큐슈 선의 오리오 역이 있다. 1914년 6월 25일에 규슈 전기철도가 오리오까지 연장되었던 때에 개업했던 고가역으로, 1942년의 서일본 철도 성립에 의해 동사의 역이 되었다. 목조의 역사가 있지만 1982년에 화재로 소실해, 그 후 역 앞 재개발로 아울러서 1985년 12월 18일에 3층 건물의 역 빌딩으로 다시 세워졌다. 역사 재건축후의 역 구조는 빗 모양 승강장 3면 2선으로, 승강장은 3층에 있다.
2000년 11월 26일의 기타큐슈 선 전폐에 의해 역으로서는 폐지되었지만, 빌딩은 역 시설 부분을 제외해 그 후도 사용하고 있다. 그러나, 전술의 오리오 지구 통합 정비 사업에 의해 빌딩 부지가 '오리오 역 남쪽 입구 역 앞 광장'의 용지가 되고 있기 때문에, 2010년 9월경부터 해체되어, 일단, 임시 시민 화장실과 주차장이 된다. 인접의 오리온 플라자도 다름없이 2018년까지에 해체 공사가 시작될 예정.
고가교역의 횡목은 붉은 벽돌 구조의 아치교로, 현존하는 다이쇼 때의 장대한 붉은 벽돌 고가교는 오리오와 같은 해에 준공했던 도쿄의 신영간 시가지선 고가교만. 동쪽 3연 아치의 동단은 직하를 통하는 생활 도로로 삐뚤어 교차하기 위해, 아치를 삐뚤게 하는 '네지시 만뽀'(만뽀하 터널의 뜻)라고 불리는 특수 공법이 사용되어, 일본 최대급이다. 통상의 터널로 인접하는 것은 오리오만으로, 토목 기술사의 교과서적 존재로 일컬어진다. '네지시 만뽀'는 전국으로 20수예 확인된 것만으로, 전술의 오리오 지구 통합 정비 사업에 보존 활용의 방향으로 검토될 예정. (2010년 10월 7일 아사히 신문)

## 이용 현황
- 2010년도의 1일 평균 승차 인원은 16,096명이다.
- 기타큐슈 시내의 역에서는 고쿠라역 다음에 2번째로 많은 JR 규슈의 역으로는 5번째, 규슈의 역의 승차 인원으로는 13번째로 많다. 버스 노선의 편리성이 높기 때문에 야하타니시 구만 아니라, 와카마쓰구 다카스 지구, 온가군 미즈마키정, 아시야정의 주민도 많이 이용한다.

| 승차인원추이 | 승차인원추이  |
| 년도         | 1일 평균 인수 |
| ------------ | ------------- |
| 2000년       | 18,910        |
| 2001년       | 18,892        |
| 2002년       | 18,036        |
| 2003년       | 17,214        |
| 2004년       | 17,025        |
| 2005년       | 16,799        |
| 2006년       | 16,607        |
| 2007년       | 16,481        |
| 2008년       | 16,484        |
| 2009년       | 16,031        |
| 2010년       | 16,096        |

## 역 주변
주변에는 수많은 학교가 입지하고 있어 아침 · 저녁의 통학 시간대는 학생으로 북적인다.
- 훼미리마트 오리오 역 점
- 세븐일레븐 오리오 역 점
- 오리온 플라자
- 오리오 간이 재판소
- 국도 제3호선
- 국도 제199호선
- 미스터 도넛 오리오 역 앞 점
- 규슈 공립대학
- 규슈 여자 대학
- 산업 의료 대학
- 규슈 여자 단기 대학
- 오리오 아이신 단기 대학

## 역사
- 1891년
  - 2월 28일 : 규슈 철도(초대)의 역으로서 개업.
  - 8월 30일 : 지쿠호 흥업 철도(후의 지쿠호 철도)의 역이 개업.
- 1893년 6월 30일 : 오리오 - 나카마 역 간의 단락선이 개통.
- 1895년 11월 13일 : 규슈 철도 · 지쿠호 철도 공용의 오리오 역이 완성.
- 1897년 10월 1일 : 규슈 철도가 지쿠호 철도를 매수.
- 1907년 7월 1일 : 규슈 철도가 국유화, 관설 철도로 이관.
- 1916년 11월 5일 : 현재의 2층 건물 역 서점이 완성.
- 1965년 5월 1일 : 화물 취급을 신설의 히가시오리오 역으로 집약해 폐지.
  - 이쯤, 화물선을 이용해서, 구로사키와 나카마 방면을 연결하는 단락선 경유의 열차가 운행하게 되어, 오리오 역을 통과하기 위해, 오리오 역으로 전차를 정차하는 운동이 일어났다.
- 1987년 4월 1일 : 일본국유철도 분할 민영화에 의해, 규슈 여객철도가 승계.
- 1988년 3월 13일
  - 단락선 상으로 6 · 7번 승강장 (다카미구치)설치.
  - 2번 선으로 서쪽 입구 설치. (그 이전은 아침의 러시 아워만 여는 개찰구가 있다)
  - 이들에 의해, 옛 부터의 역사는 '히가시구치'라고 불리게 된다.
- 2005년 4월 15일 : 오리오 지구 통합 정비 사업에 수반해 오리오 역 주변 고가화 사업의 기본 협정 체결.
- 2009년 3월 1일 : IC 카드 SUGOCA의 사용 개시.
- 2011년 2월 28일 : 오리오 역 개업 120주년 기념의 식전이 개최되어, 기념 승차권이 발매되었다.

## 인접 역
| 가고시마 본선                                   | 가고시마 본선             | 가고시마 본선              |
| ----------------------------------------------- | ------------------------- | -------------------------- |
| 구로사키 모지 항 방면                           | ■ 쾌속                    | 아카마 아라오 방면         |
| 구로사키 모지 항 방면                           | ■ 준쾌속                  | 미즈마키 아라오 방면       |
| 진노하루 모지 항 방면                           | ■ 쾌속                    | 미즈마키 가고시마 방면     |
| 후쿠호쿠유타카 선 (가고시마 본선 · 지쿠호 본선) |                           |                            |
| 진노하루 구로사키 방면                          | ■ 쾌속 · 보통             | 히가시미즈마키 하카타 방면 |
| 혼조 구로사키 방면                              | 와카마쓰 선 (지쿠호 본선) | 시·종착역                  |